# Listowel
Listowel (irisch Lios Tuathail) ist eine Landstadt im County Kerry im Südwesten der Republik Irland. Sie liegt am River Feale, etwa 28 Kilometer nordöstlich des County-Verwaltungssitzes Tralee, und hat (mit nahem Umland) 4794 Einwohner (Stand 2022).

## Sehenswürdigkeiten

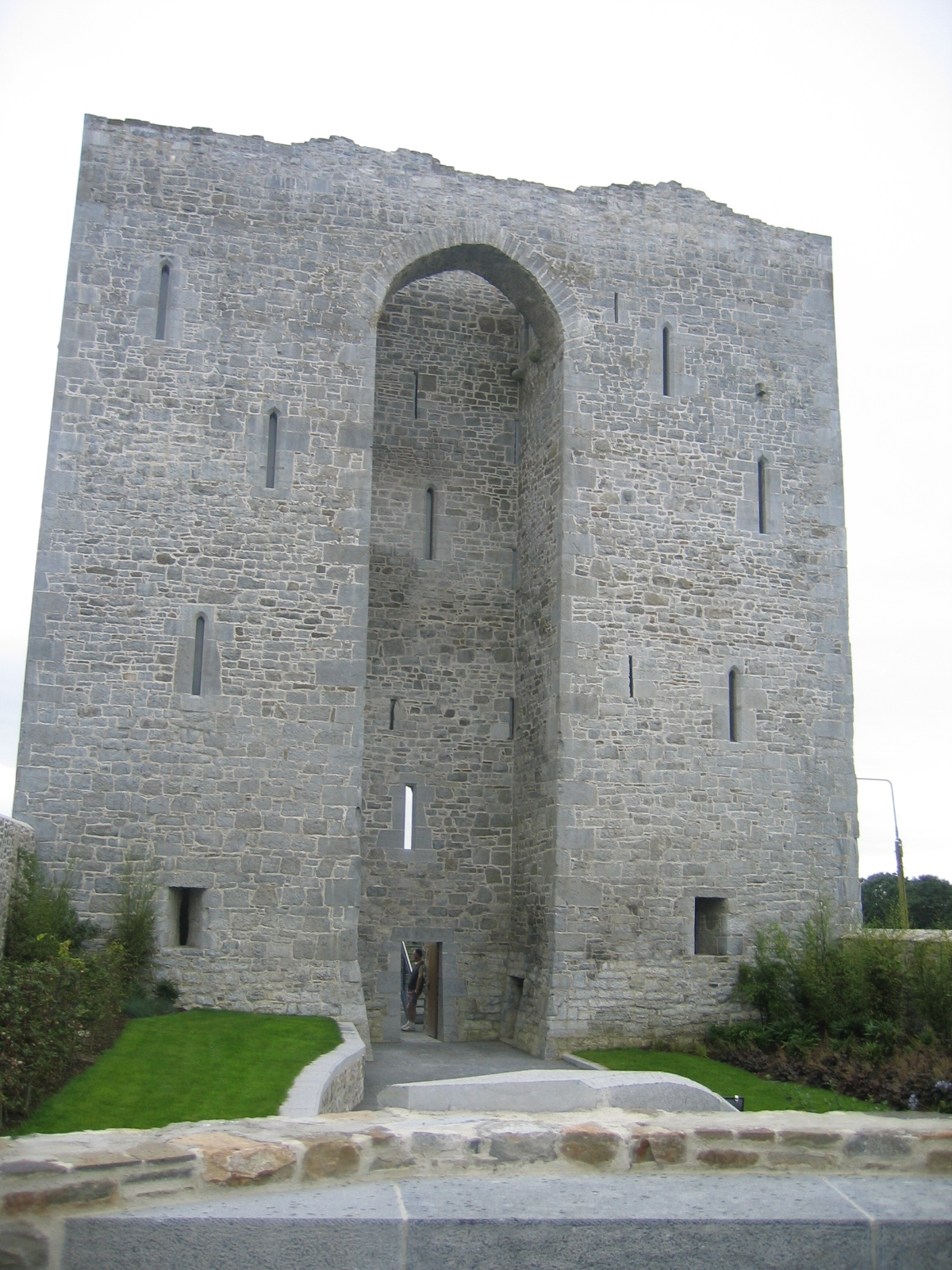
Listowel Castle

- In der irischen Eisenbahngeschichte hat Listowel eine Bedeutung, weil hier 1888 mit der Listowel Ballybunion Railway die weltweit erste kommerziell genutzte Einschienenbahn eröffnet wurde. Konstruiert wurde sie in dem nach ihrem Erfinder benannten „Lartigue System“. Sie konnte sowohl Personen als auch Güter befördern. Heute ist in Listowel eine 2003 fertiggestellte Nachbildung der historischen Eisenbahn in Betrieb.
- Ruine der Burg: Listowel Castle

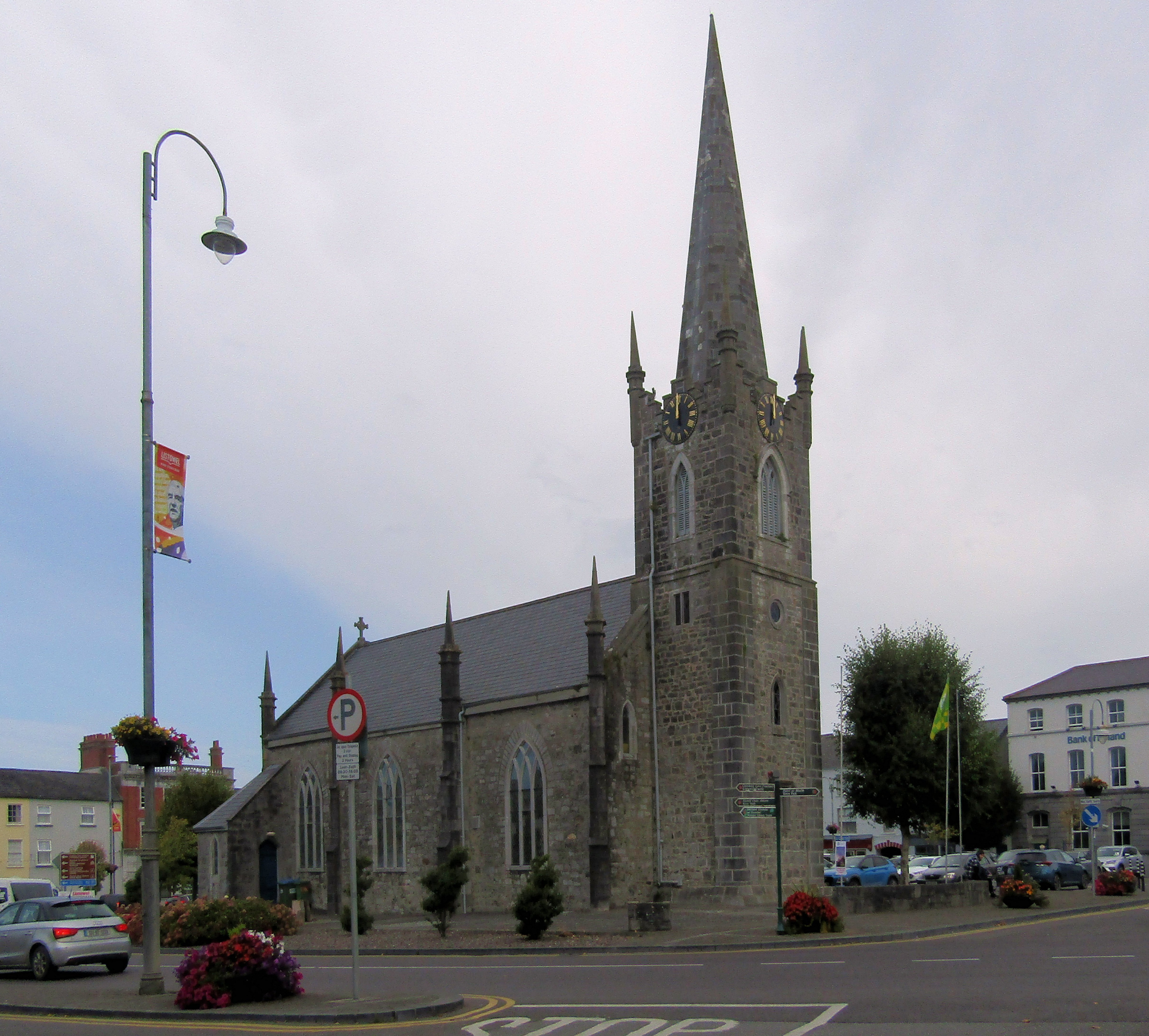
Saint John’s Church
Saint Mary’s Church
- St. Erc’s Well
- St. Eoin’s Well

- Saint John’s Church
- Saint Mary’s Church

## Sonstiges
Im Rahmen des größten irischen Literaturfestivals, der Listowel Writers' Week, die jährlich im Frühsommer in Listowel stattfindet, wird der Kerry Group Irish Fiction Award vergeben.
In der letzten Septemberwoche findet hier alljährlich ein bekanntes Pferderennen statt. 
1850 wurde in Crotter House – Gunsborough Villa bei Listowel der spätere britische Feldmarschall und Politiker Herbert Kitchener, 1. Earl Kitchener, geboren. Dessen Vater hatte dort 1848, nach seinem Abschied aus der britischen Armee, das Anwesen erworben.

## Verkehr
Listowel liegt an der N69. Busverbindungen bestehen nach Tralee, Cork und Limerick. Der nächste Bahnhof befindet sich in Tralee.

## Beziehungen zu anderen Städten
Listowel (Ontario) wurde nach der irischen Stadt benannt. Städtepartnerschaften bestehen mit den US-amerikanischen Ortschaften Shawnee (Kansas) und Los Gatos.

## Persönlichkeiten
- Herbert Kitchener, 1. Earl Kitchener (1850–1916), Feldmarschall und Politiker
- Thomas Francis O’Rahilly (1883–1953), Keltologe und Mittelalterhistoriker
- Thomas McEllistrim senior (1894–1973), Politiker
- Bryan Michael MacMahon (1909–1998), Autor
- John B. Keane (1928–2002), Schriftsteller und Dramatiker
- Jeremy Kiernan (1953–2021), Leichtathlet
- Dylan Slevin (* 2002), Dartspieler